# Senátní obvod č. 60 – Brno-město

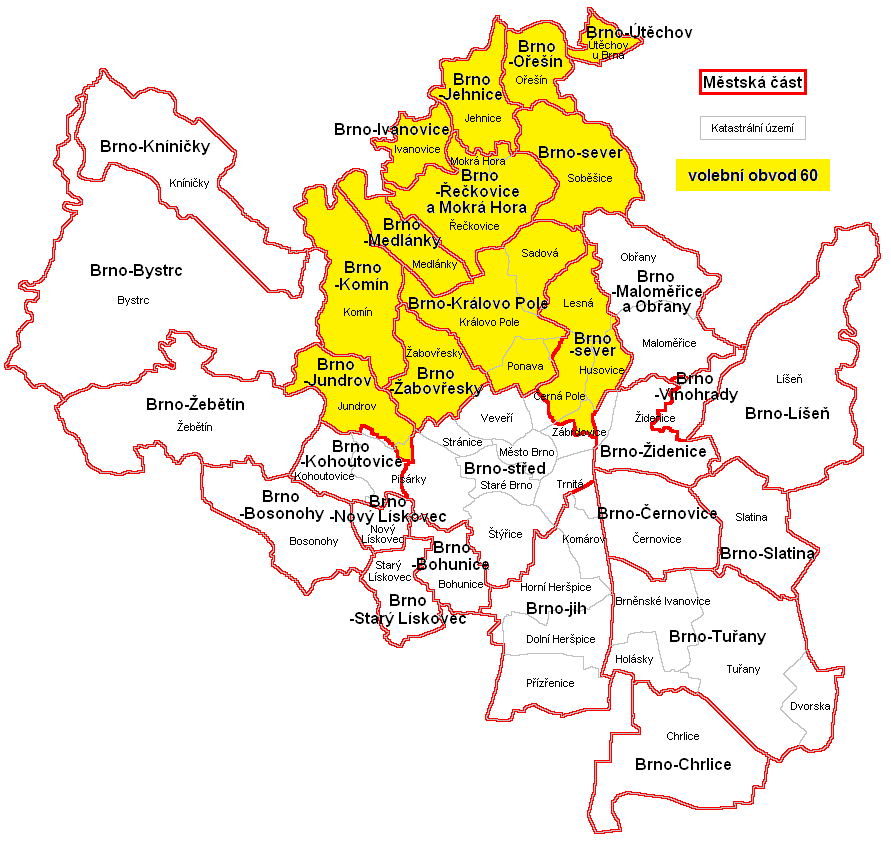
Senátní obvod č. 60 na mapě Brna

Senátní obvod č. 60 – Brno-město je podle zákona č. 247/1995 Sb. tvořen částí okresu Brno-město, tvořenou městskými částmi Brno-Žabovřesky, Brno-Jundrov, Brno-Komín, Brno-Královo Pole, Brno-Řečkovice a Mokrá Hora, Brno-Medlánky, Brno-Ivanovice, Brno-Jehnice, Brno-Ořešín, Brno-Útěchov a Brno-sever.
Senátorem byl od roku 2020 Roman Kraus, který však 30. října 2024 náhle zemřel, a funkce senátora za tento obvod tak zůstala dočasně neobsazena. K volbě nového senátora byly vyhlášeny doplňovací volby, ve kterých vyhrál Zdeněk Papoušek, který zde byl senátorem v letech 2014 až 2020. Jeho mandát má trvat jen do řádných voleb v roce 2026.

## Senátoři

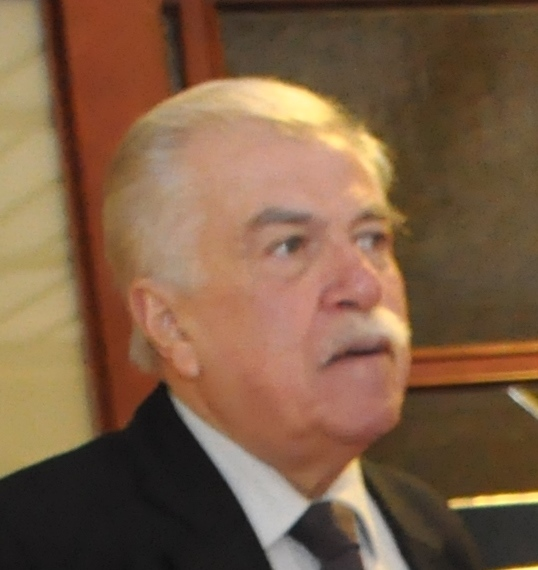
Jan Zahradníček
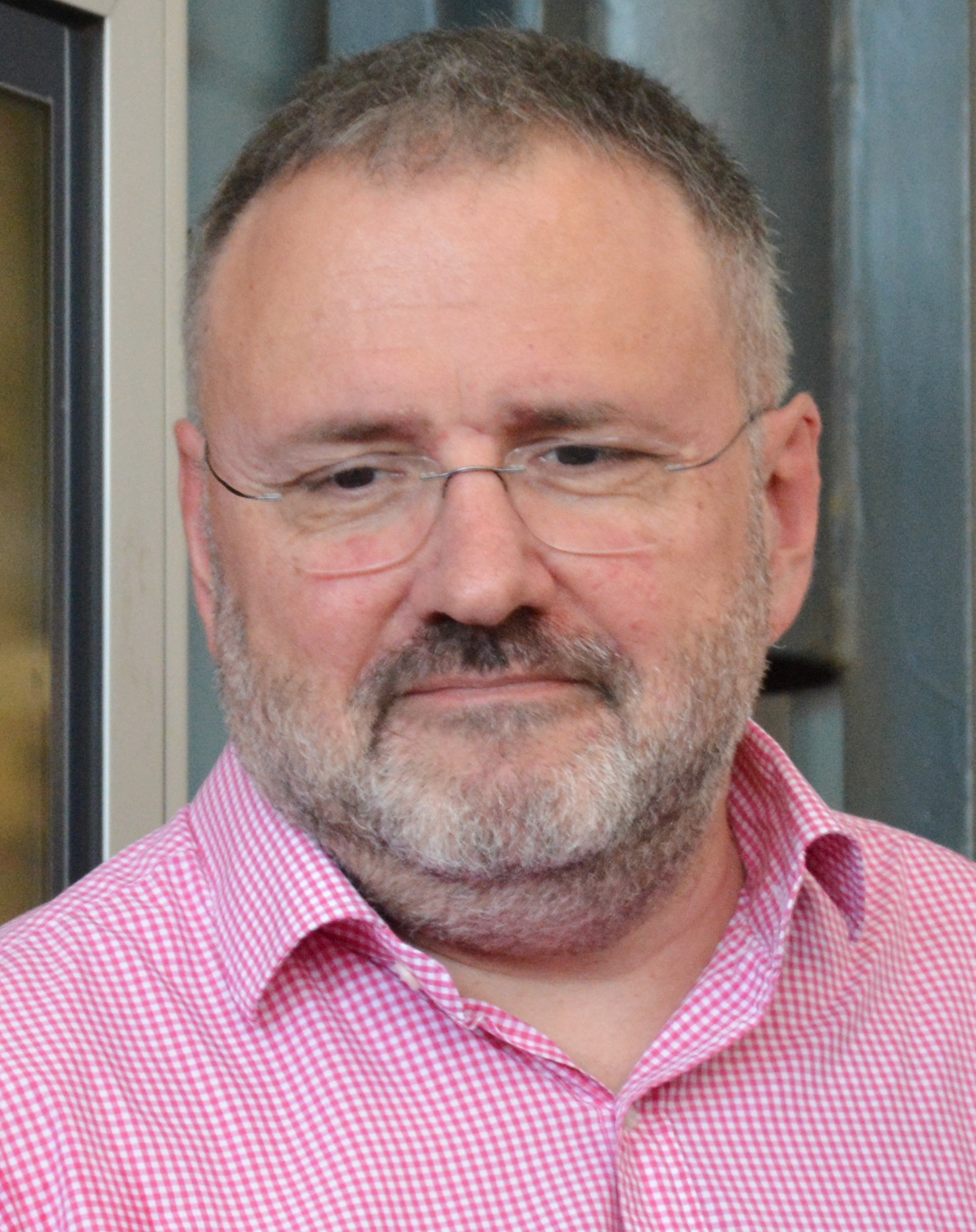
Jiří Zlatuška
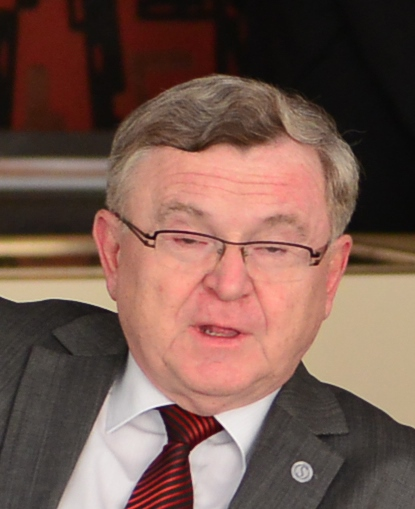
Miloš Janeček
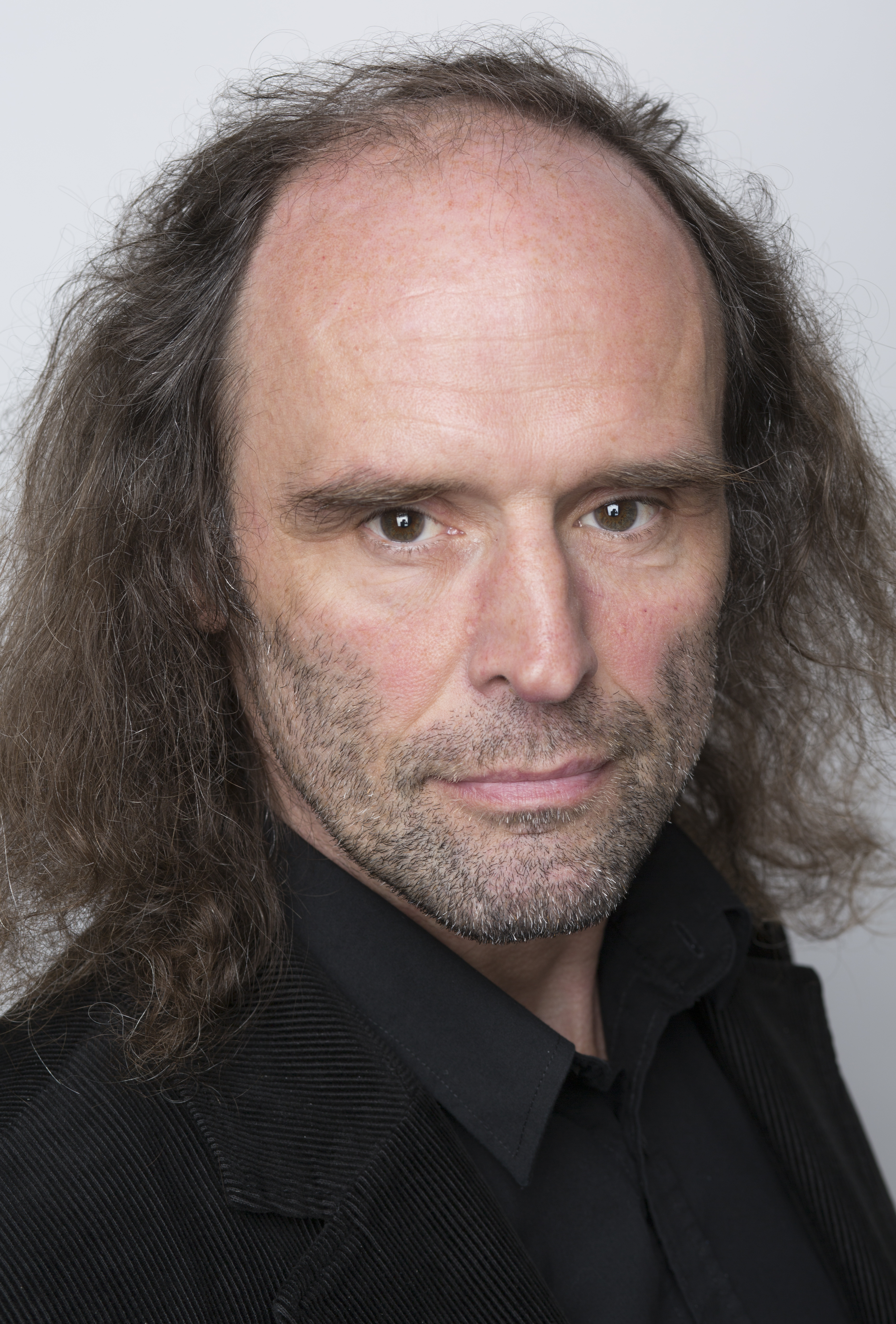
Zdeněk Papoušek
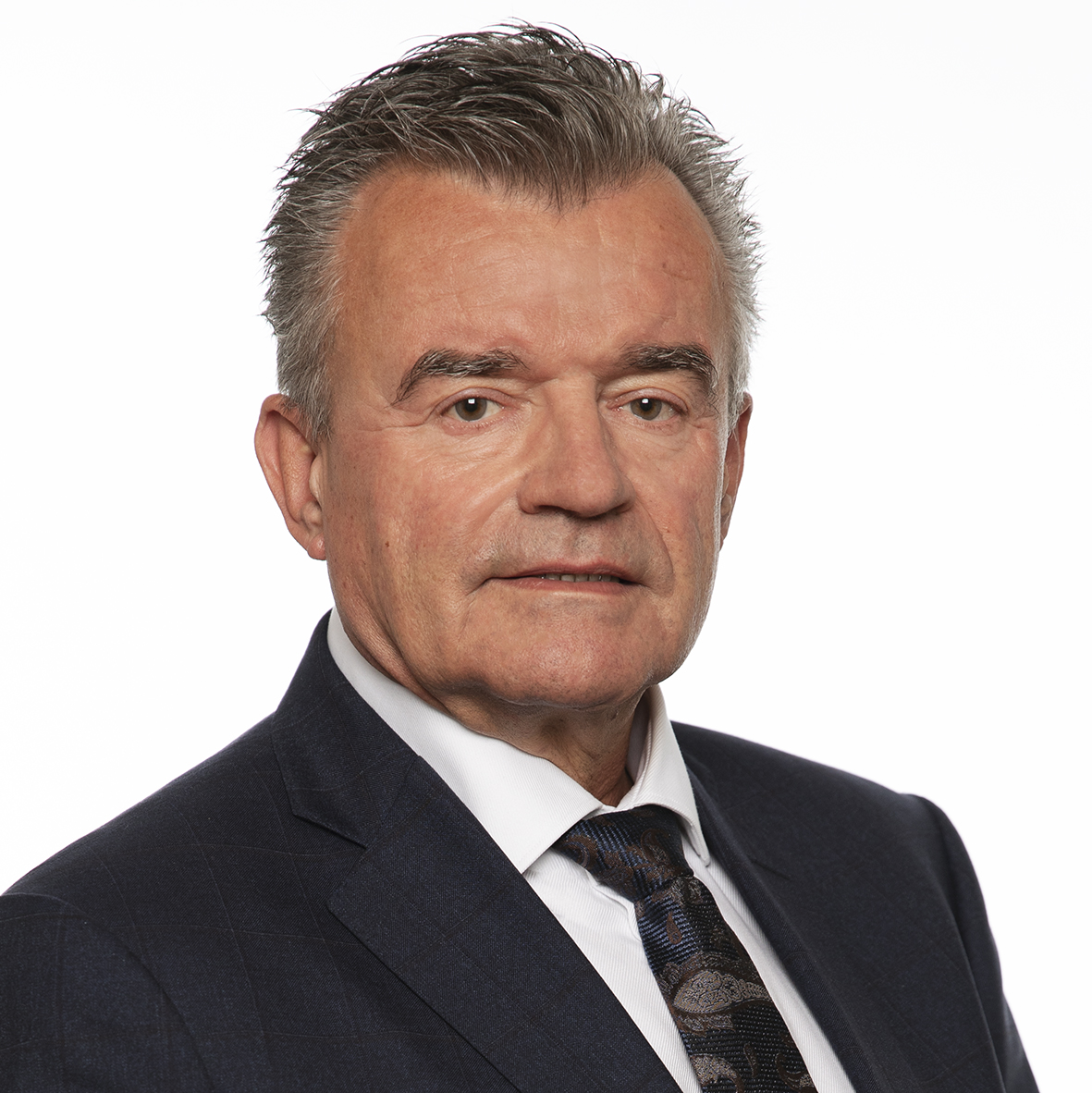
Roman Kraus

| Volby                                                               | Volby | Senátor                         | Volební strana                                        | Navrhující strana | Politická příslušnost | Odkaz  |
| ------------------------------------------------------------------- | ----- | ------------------------------- | ----------------------------------------------------- | ----------------- | --------------------- | ------ |
|                                                                     | 1996  | Jan Zahradníček                 | KDU-ČSL                                               | KDU-ČSL           | KDU-ČSL               | profil |
|                                                                     | 2002  | prof. RNDr. Jiří Zlatuška, CSc. | "LIRA"                                                | "LIRA"            | BEZPP                 | profil |
|                                                                     | 2008  | prof. MUDr. Miloš Janeček, CSc. | ČSSD                                                  | ČSSD              | ČSSD                  | profil |
|                                                                     | 2014  | PhDr. Zdeněk Papoušek           | KDU-ČSL                                               | KDU-ČSL           | BEZPP                 | profil |
|                                                                     | 2020  | MUDr. Roman Kraus, MBA          | ODS, TOP 09                                           | ODS               | ODS                   | profil |
| Od 30. října 2024 do 18. ledna 2025 byla funkce dočasně neobsazena. |       |                                 |                                                       |                   |                       |        |
|                                                                     | 2025  | PhDr. Zdeněk Papoušek           | ODS, KDU-ČSL, TOP 09, STAN, Piráti, Zelení, Fakt Brno | ODS               | BEZPP                 |        |

## Volby

### Rok 1996
| Kandidát | Kandidát                    | Volební strana | Navrhující strana | Politická příslušnost | Počet hlasů (1. kolo) | %     |
| -------- | --------------------------- | -------------- | ----------------- | --------------------- | --------------------- | ----- |
|          | Jan Zahradníček             | KDU-ČSL        | KDU-ČSL           | KDU-ČSL               | 19 994                | 50,06 |
|          | Jan Ráž                     | ČSSD           | ČSSD              | ČSSD                  | 7 296                 | 18,27 |
|          | doc. PhDr. Josef Kůta, CSc. | KSČM           | KSČM              | KSČM                  | 5 498                 | 13,77 |
|          | Ing. Zdeněk Pánek           | NK             | NK                | BEZPP                 | 3 888                 | 9,73  |
|          | MUDr. Jan Kopeček           | MSLK_96        | MOR_SLEZ          | HSMS-MNSj             | 1 809                 | 4,53  |
|          | PhDr. Petr Šuleř            | ČSNS           | ČSNS              | ČSNS                  | 1 455                 | 3,64  |

### Rok 2002
| Kandidát | Kandidát                        | Volební strana | Navrhující strana | Politická příslušnost | Počet hlasů (1. kolo) | %     | Počet hlasů (2. kolo) | %     |
| -------- | ------------------------------- | -------------- | ----------------- | --------------------- | --------------------- | ----- | --------------------- | ----- |
|          | prof. RNDr. Jiří Zlatuška, CSc. | "LIRA"         | "LIRA"            | BEZPP                 | 7 592                 | 24,30 | 20 069                | 57,85 |
|          | Ing. Ivan Kopečný               | ODS            | ODS               | ODS                   | 8 299                 | 26,56 | 14 620                | 42,14 |
|          | Jan Zahradníček                 | KDU-ČSL        | KDU-ČSL           | KDU-ČSL               | 4 948                 | 15,83 | —                     | —     |
|          | Dominik Šulc                    | ČSSD           | ČSSD              | ČSSD                  | 4 362                 | 13,96 | —                     | —     |
|          | JUDr. Helena Sýkorová           | KSČM           | KSČM              | KSČM                  | 4 092                 | 13,09 | —                     | —     |
|          | Jiřina Suchá                    | Váš hlas       | AZSD              | BEZPP                 | 1 371                 | 4,38  | —                     | —     |
|          | Vladimír Baďura                 | ANEO           | ANEO              | BEZPP                 | 460                   | 1,47  | —                     | —     |
|          | Ing. Ladislav Vašíček           | SV SOS         | SV SOS            | BEZPP                 | 117                   | 0,37  | —                     | —     |

### Rok 2008
| Kandidát | Kandidát                        | Volební strana      | Navrhující strana   | Politická příslušnost | Počet hlasů (1. kolo) | %     | Počet hlasů (2. kolo) | %     |
| -------- | ------------------------------- | ------------------- | ------------------- | --------------------- | --------------------- | ----- | --------------------- | ----- |
|          | prof. MUDr. Miloš Janeček, CSc. | ČSSD                | ČSSD                | ČSSD                  | 16 240                | 34,48 | 21 753                | 58,20 |
|          | RNDr. Petr Duchoň               | ODS                 | ODS                 | ODS                   | 13 552                | 28,77 | 15 622                | 41,79 |
|          | prof. RNDr. Jiří Zlatuška, CSc. | "LiRA/LiberálovéČR" | "LiRA/LiberálovéČR" | BEZPP                 | 9 063                 | 19,24 | —                     | —     |
|          | RNDr. Daniel Borecký, CSc.      | KSČM                | KSČM                | KSČM                  | 4 077                 | 8,65  | —                     | —     |
|          | prof. Ing. Zdeněk Kolíbal, CSc. | KDU-ČSL             | KDU-ČSL             | KDU-ČSL               | 3 196                 | 6,78  | —                     | —     |
|          | Mgr. Eliška Kovářová            | SNK ED              | SNK ED              | SNK ED                | 964                   | 2,04  | —                     | —     |

### Rok 2014
| Kandidát | Kandidát                                         | Volební strana | Navrhující strana | Politická příslušnost | Počet hlasů (1. kolo) | %     | Počet hlasů (2. kolo) | %     |
| -------- | ------------------------------------------------ | -------------- | ----------------- | --------------------- | --------------------- | ----- | --------------------- | ----- |
|          | PhDr. Zdeněk Papoušek                            | KDU-ČSL        | KDU-ČSL           | BEZPP                 | 8 061                 | 19,83 | 13 300                | 63,69 |
|          | Ing. Karel Doležal                               | ČSSD           | ČSSD              | ČSSD                  | 7 102                 | 17,47 | 7 582                 | 36,30 |
|          | Mgr. Jan Bobrovský                               | ODS            | ODS               | BEZPP                 | 6 410                 | 15,77 | —                     | —     |
|          | doc. Ing. arch. PhDr. Karel Schmeidler, CSc.     | ANO            | ANO               | ANO                   | 6 049                 | 14,88 | —                     | —     |
|          | Ing. Miloslava Pošvářová, Ph.D                   | SZ, Piráti     | SZ                | BEZPP                 | 4 231                 | 10,41 | —                     | —     |
|          | prof. RNDr. Ing. Michal V. Marek, DrSc., dr.h.c. | TOP 09, STAN   | TOP 09            | TOP 09                | 3 834                 | 9,43  | —                     | —     |
|          | JUDr. Helena Sýkorová                            | KSČM           | KSČM              | KSČM                  | 2 952                 | 7,26  | —                     | —     |
|          | prof. MUDr. Miloš Janeček, CSc.                  | Republika      | Republika         | BEZPP                 | 1 540                 | 3,78  | —                     | —     |
|          | Jiří Šoltys                                      | OČR            | OČR               | BEZPP                 | 457                   | 1,12  | —                     | —     |

### Rok 2020
| Kandidát | Kandidát                                    | Volební strana            | Navrhující strana | Politická příslušnost | Počet hlasů (1. kolo) | %     | Počet hlasů (2. kolo) | %     |
| -------- | ------------------------------------------- | ------------------------- | ----------------- | --------------------- | --------------------- | ----- | --------------------- | ----- |
|          | MUDr. Roman Kraus, MBA                      | ODS, TOP 09               | ODS               | ODS                   | 9 661                 | 21,84 | 11 036                | 57,71 |
|          | Mgr. Anna Šabatová, Ph.D.                   | Zelení, SEN 21, Idealisté | Zelení            | BEZPP                 | 7 937                 | 17,94 | 8 085                 | 42,28 |
|          | prof. Ing. Karel Rais, CSc., MBA, dr. h. c. | ANO                       | ANO               | BEZPP                 | 7 047                 | 15,93 | —                     | —     |
|          | Ing. Jiří Kadeřávek                         | Piráti                    | Piráti            | Piráti                | 6 505                 | 14,70 | —                     | —     |
|          | MUDr. Tomáš Tomáš, Ph.D.                    | KDU-ČSL                   | KDU-ČSL           | KDU-ČSL               | 5 920                 | 13,38 | —                     | —     |
|          | Mgr. Bc. Tomáš Anderle, MBA, LL.M.          | SPD                       | SPD               | SPD                   | 2 786                 | 6,29  | —                     | —     |
|          | JUDr. Richard Novák                         | Trikolóra                 | Trikolóra         | Trikolóra             | 1 429                 | 3,23  | —                     | —     |
|          | Pavel Trčala, MA                            | MZH                       | MZH               | MZH                   | 1 391                 | 3,14  | —                     | —     |
|          | MgA. Lukáš Berta                            | MHS                       | MHS               | BEZPP                 | 916                   | 2,07  | —                     | —     |
|          | Ing. Bohuslav Chalupa                       | PRO Zdraví                | PRO Zdraví        | BEZPP                 | 423                   | 0,95  | —                     | —     |
|          | Oldřich Duchoň                              | NáS                       | NáS               | BEZPP                 | 209                   | 0,47  | —                     | —     |

### Rok 2025
Doplňovací volby se uskutečnily po úmrtí senátora Romana Krause. Proběhly ve dnech 17. a 18. ledna 2025.
Kandidoval horolezec, ekonom, geograf a předseda Moravského zemského hnutí (MZH) Pavel Trčala. Vrchní ministerský rada Milan Hamerský kandidoval za hnutí Klub antažovaných nestraníků (KAN) s podporou strany LANO. Kandidátem široké koalice ODS, KDU-ČSL, TOP 09, STAN, Piráti, Zelení a Fakt Brno byl sociolog, učitel a bývalý senátor za tento obvod Zdeněk Papoušek. Za koalici SPD, Trikolora a PRO 2022 kandidoval strážník brněnské městské policie Petr Koš. Voleb se účastnil také kandidát hnutí PŘÍSAHA, bývalý ředitel brněnské zoo a veterinární lékař Martin Hovorka. Kandidátkou hnutí ANO a SOCDEM byla náměstkyně primátorky města Brno Karin Podivinská. Ve volbách zvítězil Zdeněk Papoušek, po Janu Zahradníčkovi se stal v pořadí druhým, který byl zvolen již v prvním kole volby, ovšem s výraznější převahou. Vzhledem k tomu, že doplňovací volby nebyly spojeny s jiným druhem voleb, byla také již v prvním kole rekordně nízká volební účast.
| Kandidát | Kandidát                    | Volební strana                                        | Navrhující strana | Politická příslušnost | Počet hlasů (1. kolo) | %     |
| -------- | --------------------------- | ----------------------------------------------------- | ----------------- | --------------------- | --------------------- | ----- |
|          | PhDr. Zdeněk Papoušek       | ODS, KDU-ČSL, TOP 09, STAN, Piráti, Zelení, Fakt Brno | ODS               | BEZPP                 | 11 788                | 59,40 |
|          | Ing. Karin Podivinská       | ANO, SOCDEM                                           | ANO               | ANO                   | 4 350                 | 21,92 |
|          | Petr Koš                    | SPD, Trikolora, PRO 2022                              | SPD               | SPD                   | 1 153                 | 5,81  |
|          | Mgr. Pavel Trčala, MA       | MZH                                                   | MZH               | MZH                   | 1 150                 | 5,79  |
|          | MVDr. Martin Hovorka, Ph.D. | PŘÍSAHA                                               | PŘÍSAHA           | BEZPP                 | 871                   | 4,38  |
|          | Mgr. et Mgr. Milan Hamerský | KAN                                                   | KAN               | BEZPP                 | 530                   | 2,67  |

## Volební účast
|  | nejvyšší volební účast |  | nejnižší volební účast |

| Rok  | % (1. kolo) | % (2. kolo) |
| ---- | ----------- | ----------- |
| 1996 | 40,38       | —           |
| 2002 | 28,91       | 34,94       |
| 2008 | 47,30       | 35,70       |
| 2014 | 43,16       | 20,92       |
| 2020 | 47,20       | 19,77       |
| 2025 | 20,62       | —           |